# Autonomní sociální centrum Klinika

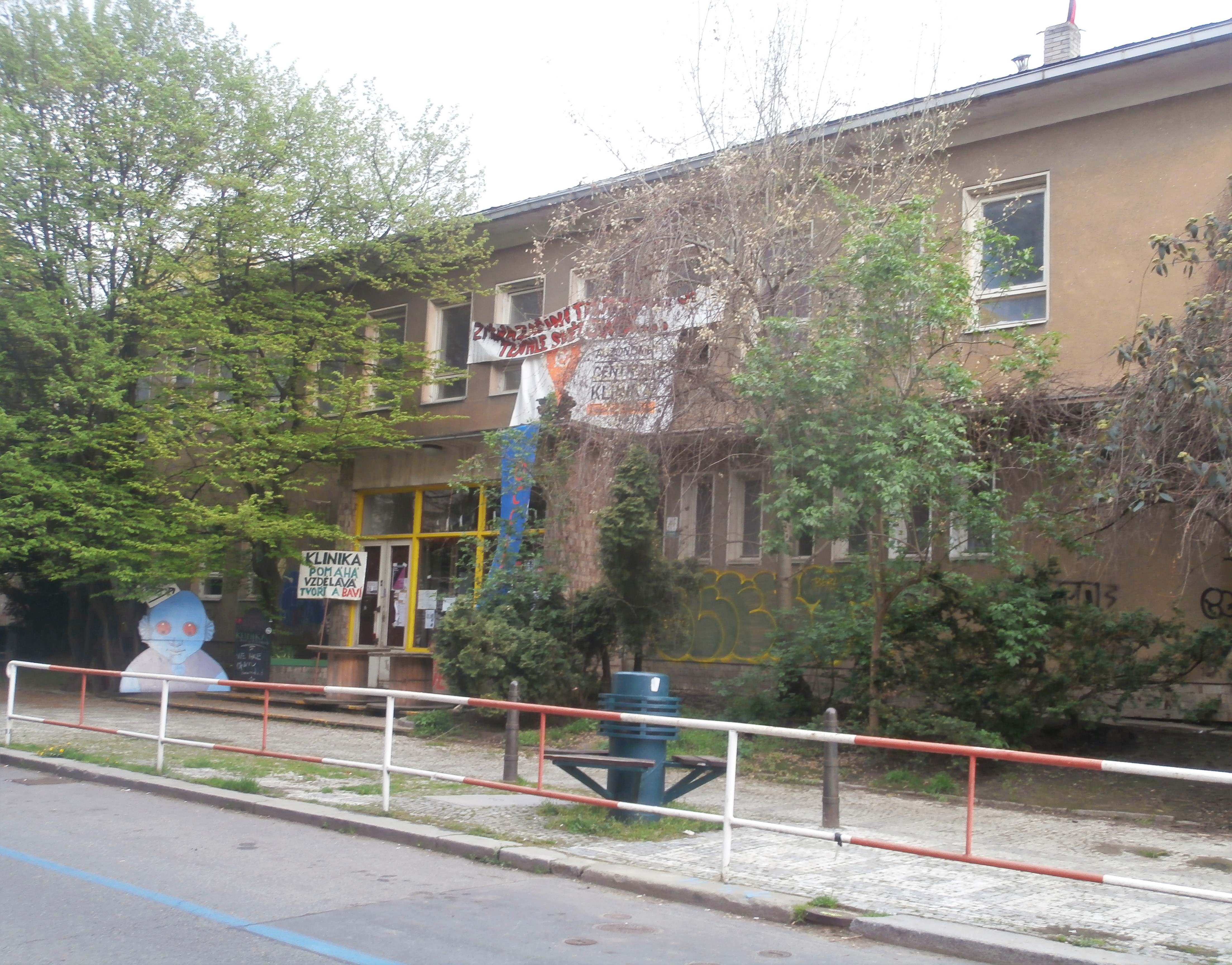
Budova Kliniky z Jeseniovy ulice

Autonomní sociální centrum Klinika bylo sociální a kulturní centrum v Praze na Žižkově. Vzniklo koncem listopadu 2014 nelegálním obsazením nevyužívané budovy bývalé plicní kliniky v Jeseniově ulici. Zprvu to vypadalo, že bude centrum vyklizeno, po řadě jednání se zástupci státu však mohli iniciátoři projektu v budově setrvat a rozvíjet své aktivity. Od března 2015 tak budovu užívali na základě smlouvy o výpůjčce uzavřené s Úřadem pro zastupování státu ve věcech majetkových (ÚZSVM). Po jejím neprodloužení ze strany úřadu v březnu 2016 budovu obývají proti vůli ÚZSVM, který to označuje za nelegální jednání a požaduje vyklizení objektu. Policie s případným zásahem čeká na výsledek občanskoprávního sporu mezi Klinikou a ÚZSVM. Centrum Klinika bylo v roce 2016 zmiňováno ve zprávách Ministerstva vnitra o extremismu v části věnované krajní levici v souvislosti s podporou českého anarchistického hnutí. Stejného roku bylo Autonomní sociální centrum Klinika oceněno Cenou Františka Kriegla od Nadace Charty 77.
Centrum fungovalo bez dotací samosprávy či velkých sponzorů. Denně pořádalo bezplatné přednášky, jazykové kurzy, divadelní a hudební představení, rukodělné dílny. V prostorách Kliniky fungovala knihovna a k dalším plánům patřilo otevření sociální prádelny a knihařské dílny.

## Vznik a další vývoj

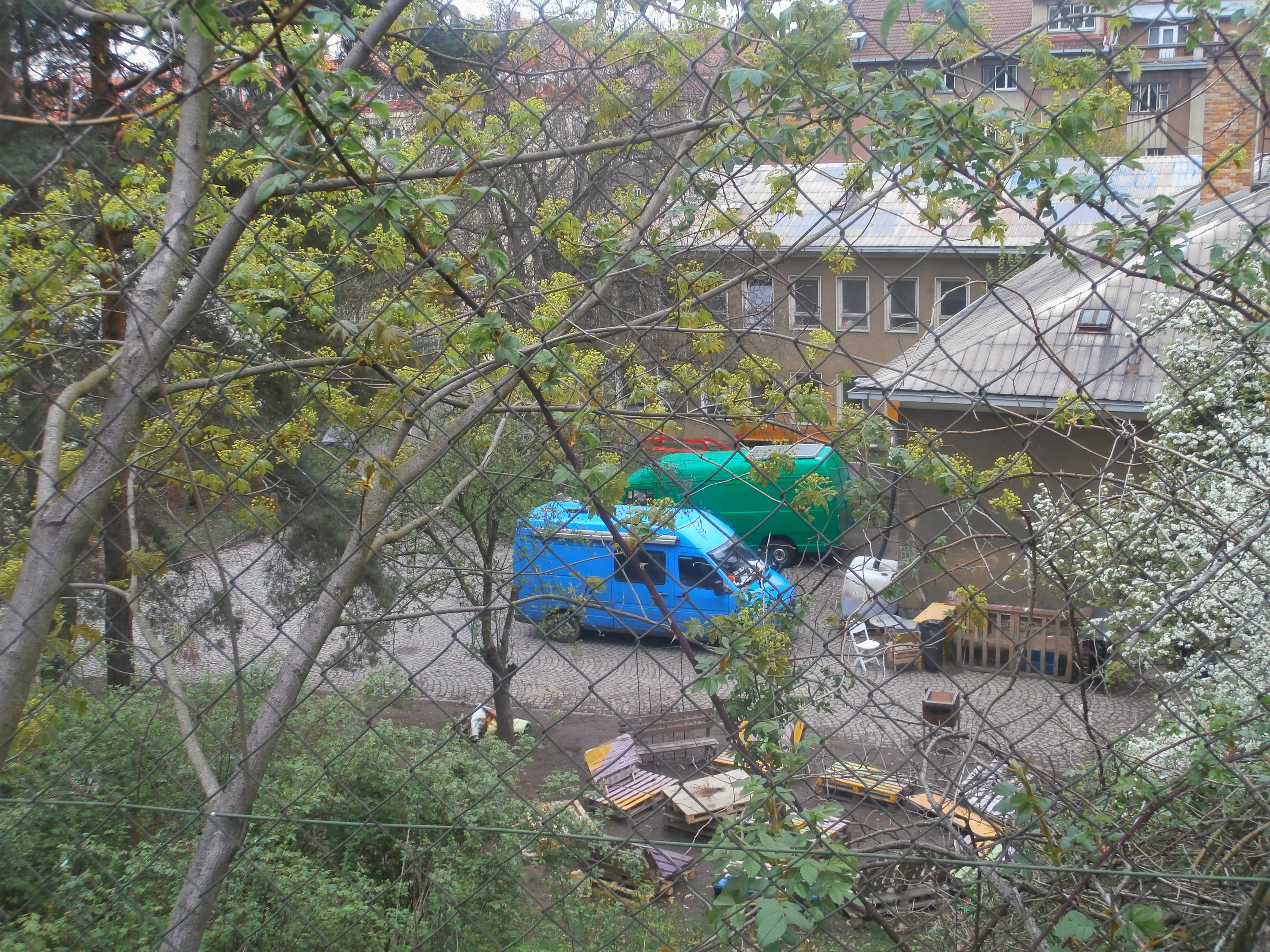
Pohled na areál Kliniky z jihu

Mezi iniciátory projektu byli uváděni mediální vědec a ekolog Arnošt Novák, sociální pracovnice Anna Hausnerová, politoložka Tereza Virtová, fotografka Martina Sosnová a výtvarný a hudební umělec Ivo Mathé. V záměru měli vybudovat v Klinice kavárnu, vegetariánskou lidovou jídelnu vařící z plodů komunitní zahrady, knihovnu, čítárnu a komunální dílnu. Tzv. Lidová žižkovská univerzita měla podle plánů pořádat přednášky, semináře, debaty a workshopy. Projekt měl fungovat na principu komunitní podpory bez dotací a přímé finanční podpory státu z veřejných rozpočtů.
Aktivisté budovu v dezolátním stavu obývanou bezdomovci nejprve vyklidili od odpadků. Vlastníkem nemovitosti byl český stát, reprezentovaný Úřadem pro zastupování státu ve věcech majetkových (ÚZSVM). Objekt někdejší plicní ambulance byl od roku 2009 nevyužívaný, v té době byl převáděn na Generální inspekci bezpečnostních sborů (GIBS), která do něj chtěla přenést své pražské sídlo. Aktivisté se nabídli, že budou budovu spravovat alespoň do té doby, než dojde k převodu. Také požadovali po úřadu zveřejnění smlouvy o převodu. Na 3. prosince vyhlásili sousedský den s přednáškou sochaře Pavla Karouse. Iniciativa zveřejnila petici na svou podporu, kterou do 9. prosince podepsalo kolem dvou tisíc lidí, a chtěla o podporu požádat také ministerstvo kultury a ministerstvo sociálních věcí. Právě 9. prosince policie budovu vyklidila. Při demonstraci a pochodu na jejich podporu 13. prosince, jichž se účastnilo asi 700 lidí, se aktivisté marně pokusili kliniku znovu obsadit. Další demonstrace proběhla v lednu 2015. Na komunální úrovni projekt podporovala Strana zelených; tehdejší náměstek primátorky Matěj Stropnický navrhl, aby si budovu pronajalo město. Podporu zpočátku vyjádřil i ministr financí Andrej Babiš, který ale později obrátil a uvedl, že squatteři musejí dle zákona objekt opustit.
Na začátku února 2015 nabídl ÚZSVM po Babišově intervenci bezplatnou výpůjčku budovy na dobu, než ji GIBS převezme a začne využívat. Vyhlásil výběrové řízení, do něhož se přihlásili tři zájemci, jednoho pro formální nedostatky vyřadil a druhý (občanské sdružení Alternativa II) sám odstoupil. V druhé polovině února úřad podepsal s Terezou Virtovou zastupující projekt Autonomní sociální centrum Klinika smlouvu na dobu nejdéle jednoho roku, kterou bylo možno až sedmkrát prodloužit. Od začátku března iniciativa objekt převzala do užívání a uvedla, že by do dvou měsíců mohla zahájit plnohodnotný provoz. Už počátkem dubna Vláda ČR projednala ukončení privatizace budovy a zároveň její přímý prodej Generální inspekci bezpečnostních sborů, který by zřejmě urychlil konec činnosti Kliniky, před úřadem vlády se při té příležitosti uskutečnila demonstrace na podporu centra.

### Žhářský útok na Kliniku
Klinika začala přitahovat pozornost zejména poté, co ji místní zastupitel za Svobodné Mojmír Mikuláš osočil, že pomáháním uprchlíkům „pomáhá řízené invazi“. Tvrdil též, že se přímo na Klinice nelegální migranti ukrývají a že se tam vůbec scházejí „radikálové s radikálními a protispolečenskými postoji“.

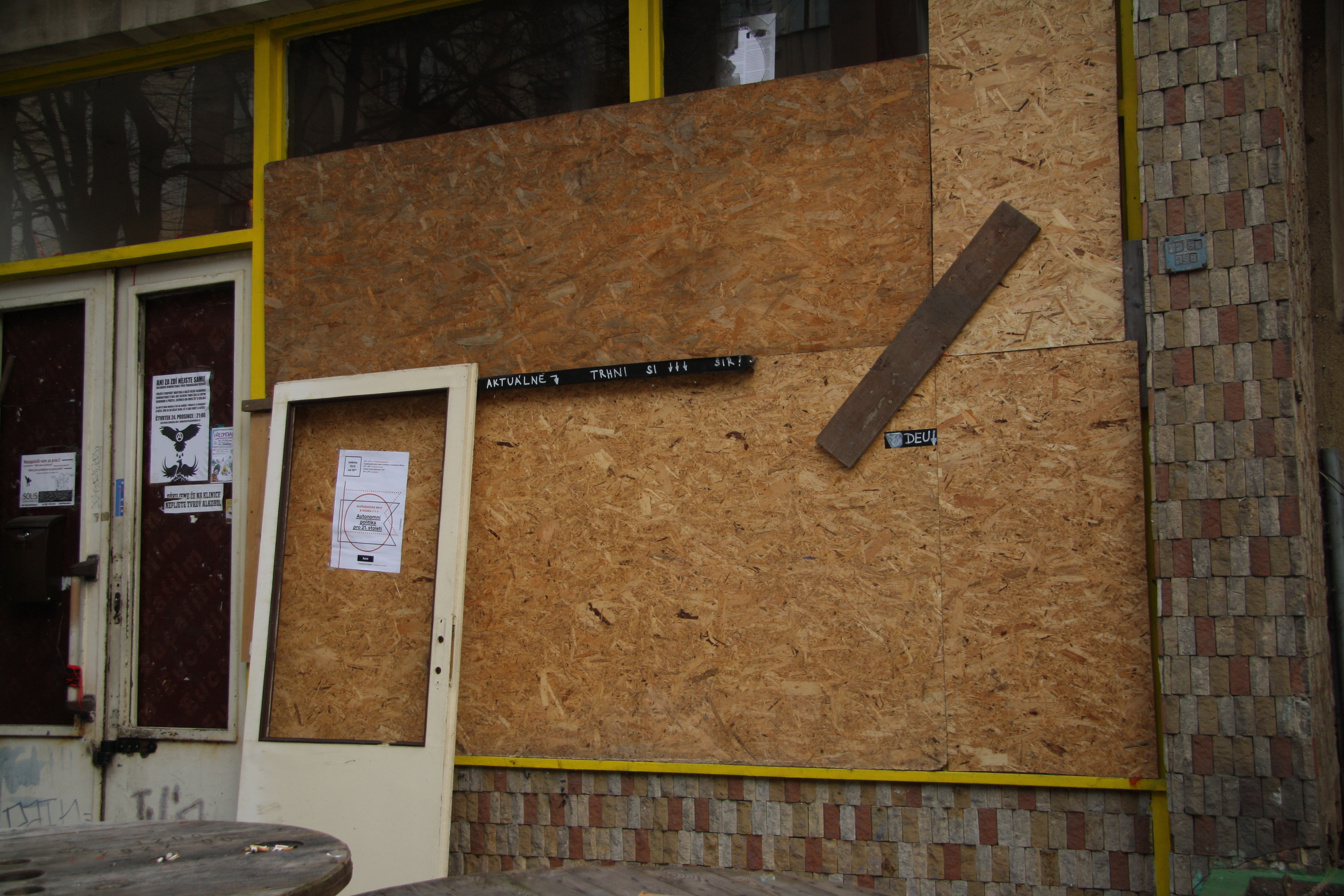
Zabedněná okna centra po útocích v únoru 2016

Dne 6. února 2016, kdy se konaly demonstrace proti islámu a proti politickým elitám v několika zemích Evropy, zapálili zřejmě účastníci pražské demonstrace Kliniku zápalnými lahvemi. Útočníci patrně pocházeli z krajně pravicové scény. Aktivisté z Kliniky vyčítali policii údajně liknavý zásah a povrchní vyšetřování. K jejich kritice se přidal i ministr spravedlnosti Robert Pelikán; ministr vnitra Milan Chovanec ji naopak rázně odmítl. Před koncem února skončilo interní šetření se závěrem, že policie 6. února neselhala. Útok vyvolal mobilizaci sympatizantů Kliniky, zároveň ale také posílil odpor proti ní. Politici, na komunální úrovni především z ODS, včetně starostky Prahy 3 Vladislavy Hujové za TOP 09, začali označovat Kliniku jako sídlo levicových extremistů, kteří přitahují pozornost pravicových extremistů a tím ohrožují bezpečnost.

### Ukončení smlouvy

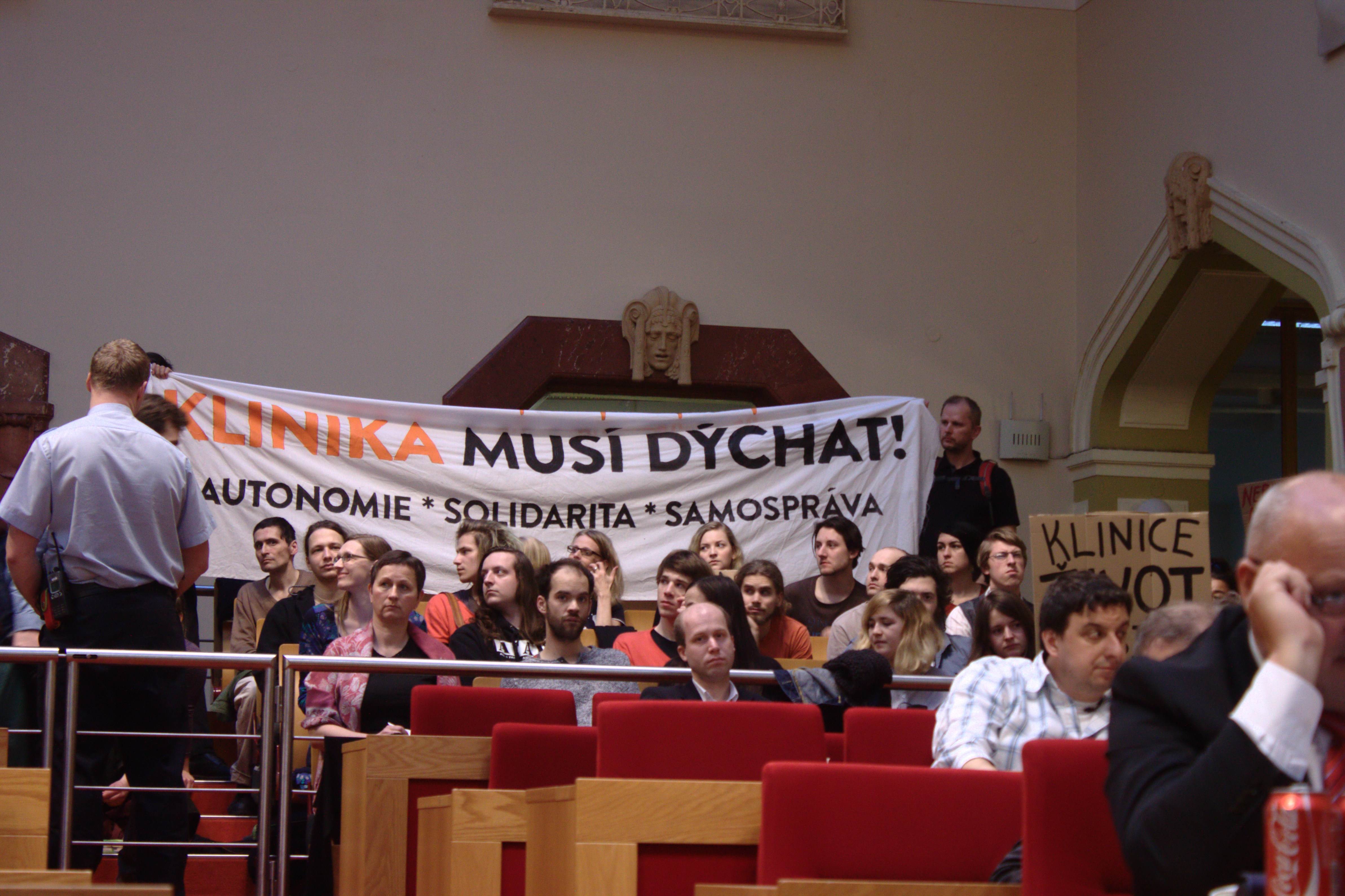
Aktivisté z Kliniky na zasedání pražského zastupitelstva v březnu 2016 s požadavkem na odkup objektu městem

Roční smlouva o výpůjčce budovy centru měla vypršet 2. března 2016. V druhé polovině února 2016 oznámil ÚZSVM, že podle Stavebního úřadu Prahy 3 je stavba zkolaudovaná jako zdravotnické zařízení; její využívání k jiným účelům je protiprávní a v případě prodloužení výpůjčky by mohla následovat sankce. Oznámil také, že budovu opět nabídne jiné státní instituci a případně vyhlásí výběrové řízení na její prodej. Původní zájemce, Generální inspekce bezpečnostních sborů, už od záměru využití budovy upustil. Na podporu setrvání Kliniky se 20. února uskutečnil v Praze i dalších městech druhý ročník Dne pro Kliniku. Radnice Prahy 3 navíc koncem února uvedla, že si na centrum stěžovali občané kvůli hluku a ohňům.
Úřad pro zastupování státu ve věcech majetkových vyzval k vyklizení kliniky do půlnoci 2. března, k jejímu opuštění však ze strany squatterů nedošlo s argumentem občanské neposlušnosti. Ani náhradní termín do 14 hodin 3. března stanovený úřadem téhož dne dopoledne nerespektovali a pořádali v budově pravidelný program jazykového kurzu. Jednání mezi ÚZSVM a zástupci Kliniky skončila bez úspěchu. Od 3. března 2016 tak aktivisté obývali budovu Kliniky a přilehlý pozemek opět nelegálně.

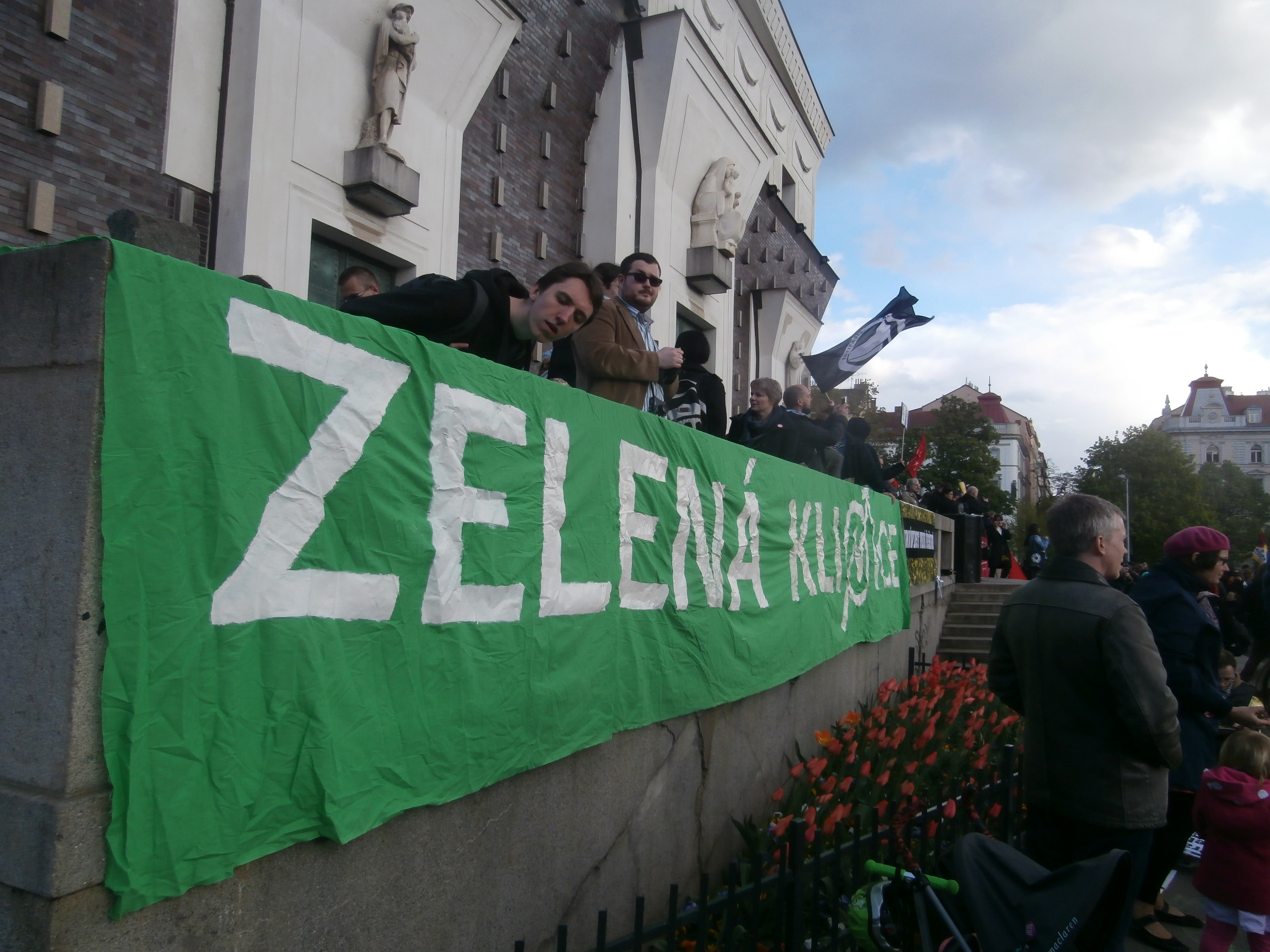
Transparent podporující Kliniku na demonstraci proti neonacismu, 25. 4. 2016

Více než 2 300 lidí podepsalo petici, která žádala zařazení jednání o Klinice na program pražského zastupitelstva, k čemuž na konci března došlo. Někteří zastupitelé ODS či ANO kritizovali nedodržování zákonů, naopak zastupitelé z řad zelených či pirátů oceňovali aktivity organizované zdola bez potřeby dotací. Aktivisté chtěli, aby budovu od úřadu převzala Praha, zastupitelé ale žádné stanovisko nepřijali. Ještě předtím, 17. března, požádalo o objekt Ministerstvo práce a sociálních věcí a vládní komise souhlasila s převodem jemu. Náměstek primátorky pro školství Petr Dolínek nabídl aktivistům náhradou budovu bývalých jeslí ve Znojemské ulici v Praze 4, což však odmítli.
V odpoledních hodinách dne 20. května 2016 byla Klinika evakuována policií z důvodu nahlášení bomby v objektu, která ale nebyla nalezena. Po skončení akce byla nejprve budova předána Úřadu pro zastupování státu ve věcech majetkových. Téhož večera po skončení zásahu policie i úředníci z ÚZSVM objekt opustili a areál byl následně opět obsazen squattery. Obdobná situace se opakovala i 24. května, kdy policie znovu prověřovala nahlášenou bombu. Několik aktivistů se však navzdory výzvě k vyklizení objektu připoutalo uvnitř a na střeše budovy. ÚZSVM kvůli tomu podal trestní oznámení. Následujícího dne, 25. května, se aktivisté pokusili předat ředitelce majetkového úřadu Kateřině Arajmu symbolický šek k částce 40 tisíc korun, kterou poslali na účet ÚZSVM jako úhradu smluvní pokuty za pobyt v budově i po vypršení smlouvy (činila 1 tisíc Kč denně). Dne 27. května měli zástupci Hlavního města Prahy jednat s ÚZSVM o nákupu nebo výměně budovy, aby ji město získalo do svého majetku pro působení neziskových organizací. Radní pro majetek Karel Grabein Procházka (ANO) však poté uvedl, že před rekonstrukcí budovy by v ní z bezpečnostních důvodů nemohli aktivisté působit. Téhož dne odpoledne byla už potřetí nahlášena údajná bomba, policisté tentokrát budovu prohledali jen bez evakuace.
Vládní dislokační komise dne 1. června znovu přehodnotila a zrušila své březnové rozhodnutí o přidělení budovy k užívání ministerstvu práce pro potřeby Úřadu práce, protože ministerstvo svůj zájem odvolalo. Následovalo opětovné nabídnutí státním institucím. Rada městské části Praha 3 následujícího dne schválila záměr podat v souvislosti s Klinikou trestní oznámení pro šíření poplašné zprávy, neoprávněný zásah do práva k domu, bytu nebo nebytového prostoru a schvalování trestného činu.
Dne 7. července Městský soud v Praze zrušil dřívější předběžné opatření, kterým zakázal provozování centra v objektu kliniky. Na podzim 2016 převzala objekt Správa železniční dopravní cesty (SŽDC), která jej plánovala opravit, zřídit tam kanceláře a přesunout některé své zaměstnance ze Správy železniční geodézie. V lednu 2017 Obvodní soud pro Prahu 3 nařídil budovu v Jeseniově ulici vyklidit, písemné odůvodnění verdiktu však ještě do poloviny března nevyhotovil. Aktivisté jako kompromis nabízeli smlouvu o dočasném užívání objektu do doby, než vlastník objektu zahájí první stavební práce, s čímž SŽDC počítala až pro rok 2018.
V první polovině března 2017 Pražské vodovody a kanalizace na žádost SŽDC uzavřely přívod vody do budovy, což mimo jiné zkomplikovalo provoz centra. Aktivisté svolali na odpoledne 9. dubna do centra Prahy manifestaci.
Koncem června 2017 napsal místostarosta Prahy 3 Alexander Bellu bez vědomí starostky Hujové dopis policii se žádostí, aby budovu vyklidila. Policie však uvedla, že k tomu nemá zákonný důvod, neboť soudní pře ještě neskončila pravomocným rozhodnutím, když se aktivisté proti rozsudku odvolali a projednání Městským soudem v Praze se v té době očekávalo až k datu 5. září. To v daný termín skutečně proběhlo a Městský soud v Praze vydal pravomocný rozsudek, kterým nařídil aktivistům areál vyklidit nejpozději do 18. října 2017.
Squatteři z Kliniky podali v listopadu 2017 proti rozsudku dovolání k Nejvyššímu soudu s odůvodněním, že soudy nižší instance se dostatečně nevypořádaly s argumenty o sociálním rozměru squattingu a o jednání vlastníka v rozporu s dobrými mravy. Soud 31. ledna 2018 předběžně rozhodl o odložení exekuce (vyklizení obsazené budovy) do doby, než sám rozhodne o dovolání. V říjnu téhož roku pak dospěl k vlastnímu rozhodnutí, a to zamítavému.
Aktivisté, jež zastupovala Tereza Virtová, podali k Ústavnímu soudu ústavní stížnost proti rozsudkům Nejvyššího soudu, Městského soudu v Praze a Obvodního soudu pro Prahu 3 ohledně vyklizení budovy. Ústavní soud ji však počátkem listopadu 2018 odmítl jako zjevně neopodstatněnou. Odůvodnil to tím, že nelze tolerovat okupaci cizích objektů bez právního důvodu jen proto, že nejsou využívány, a stěžovatelka v době uzavření někdejší smlouvy o výpůjčce s vlastníkem objektu musela počítat s možností, že po uplynutí sjednané smlouvy tato nebude prodloužena. Soud souhlasil se stěžovatelkou v tom, že pro stát je lepší, když je budova kliniky momentálně využívána, než aby pouze chátrala, nelze však kvůli tomu podle soudu upírat majiteli vlastnické právo.

### Vyklízení objektu a rekonstrukce
Dne 10. ledna 2019 začala Správa železniční dopravní cesty (SŽDC) s vyklízením budovy. Postupně dal exekutor Ivo Luhan aktivistům čas na její opuštění do 11:30, 12:30 a 15:45. Ani po jednom z termínů aktivisté z objektu neodešli, několik se jich usadilo na střeše. Vyklízení tak bylo nakonec přerušeno a mělo pokračovat následující den ráno. Skupina asi pěti lidí slezla se střechy až o týden později (17. ledna). Dům v předchozích dnech pracovníci exekutora zabezpečili a po skončení exekuce by jej měla převzít SŽDC.
SŽDC následně zahájilo ohlášenou rekonstrukci, která byla ukončena kolaudací 16. března 2021. SŽ (přejmenované SŽDC) v té době stále počítalo s využitím jednoho z pater budovy pro své úředníky. Využitá zbytku budovy v té době zatím nebylo zřejmé, protože se nedařilo najít nájemce prostor.

### Žaloba ÚZSVM
Úřad pro zastupování státu ve věcech majetkových žaloval aktivisty také o částku 360 tisíc korun za neoprávněné užívání nemovitosti po skončení smlouvy o výpůjčce 3. března 2016. V listopadu 2017 však Obvodní soud pro Prahu 3 rozhodl, že aktivisté platit nemusí, neboť se užíváním objektu nijak neobohatili. Soudkyně poukázala na rozporné jednání státu, když nejprve při vědomí neužívanosti kliniky uzavřel smlouvu o bezplatném zapůjčení, následně pak za další užívání uplatňoval právo na vydání bezdůvodného obohacení. Úřad se proti rozsudku odvolal, v červnu 2018 však odvolací Městský soud v Praze původní rozsudek potvrdil. Nejvyšší soud následně případ vrátil k projednání a nařídil vypracování posudku, který by určil reálné nájemné, které by bylo možné za objekt získat. Znalec stanovil, že zchátralý objekt by bylo možné pronajmout celkem za 5700 Kč. Tuto částku včetně úroků spolek okamžitě uhradil. Úřad se ovšem proti takto nízké částce ohradil a odvolal se. Městský soud v Praze pak 24. března 2021 dal za pravdu aktivistům.

### Žaloba SŽ
Po aktivistech také k březnu 2021 požadovala zaplacení 579 tisíc Kč Správa železnic. Projednávání tohoto případu bylo Obvodním soudem pro Prahu 3 pozastaveno do doby, než bude rozhodnuto o sporu s ÚZSVM.

## Hodnocení extremismu
Centrum Klinika bylo opakovaně zmiňováno ve zprávách o extremismu ministerstva vnitra v části věnované krajní levici. Ve zprávě za 4. čtvrtletí roku 2014 bylo uvedeno, že obsazení objektu ze strany aktivistů bylo mobilizačním tématem napříč krajně levicovou scénou i u části veřejnosti. V rámci solidarity s klinikou probíhaly akce na její podporu, mimo jiné demonstrace 13. prosince proti jejímu údajně brutálnímu vyklizení policií. Dne 14. prosince došlo k pokusu o zapálení policejního vozidla na pražských Vinohradech, k němuž se přihlásila skupina Anarchistická solidární akce. Samotná Klinika se však od činu distancovala. Zpráva za 1. čtvrtletí roku 2015 zmínila Kliniku jako pokračující mobilizační téma pro anarchistickou scénu. Po svěření budovy do péče squatterů proběhly v objektu různé akce, které byly přímo spojené s propagací a podporou anarchistické scény. Aktivisté z Kliniky se od extremismu distancovali a uváděli, že jejich činnosti mají charakter vzdělávací či kulturně zábavný. V dalších čtvrtletích roku 2015 již zprávy ministerstva Kliniku nezmiňovaly.
O Klinice bylo opět pojednáno ve zprávě o extremismu za první čtvrtletí roku 2016, a to v souvislosti s únorovým útokem na ni a končící jednoletou smlouvou. Ministerstvo vnitra ve zprávě uvedlo, že „na vzniku a chodu centra Klinika se v minulosti podílely osoby aktivní v rámci anarchistické scény a probíhaly v něm akce s anarchistickým podtextem“. Podle zprávy ale „centrum jako takové nelze označit jako levicově extremistické, protože v obecné rovině nenaplňuje definiční znaky, které využívá Ministerstvo vnitra“.

## Ocenění
V květnu 2016 získalo centrum Klinika Cenu Františka Kriegla za občanskou statečnost udělovanou Nadací Charty 77. Centrum bylo oceněno za dobrovolné aktivity překračující hranice ideologií i tržního světa. Finanční obnos spojený s cenou aktivisté věnovali organizaci Anarchistický černý kříž, pomáhající stíhaným či vězněným anarchistům.